# Gustavo Yepes (Komponist)
Gustavo Adolfo Yepes Londoño (* 19. November 1945 in Yarumal) ist ein kolumbianischer Komponist, Pianist, Dirigent, Opernregisseur und Musikpädagoge.

## Leben
Yepes studierte an der Universidad del Valle und absolvierte an der University of Pittsburgh ein Studium der Orchesterleitung mit dem Abschluss als Master of Arts. Er setzte seine Ausbildung mit einem Postgraduiertenstudium an der Carnegie Mellon University und der University of South Carolina fort, absolvierte Dirigentenkurse von Samuel Jones und Werner Torkanovsky und besuchte Sommerkurse in Salzburg, Venedig und Wien.
Von 1968 bis 1978 unterrichtete er als Professor an der Universidad de Antioquia, darauf bis 1987 an der Universidad del Valle, bis 1994 an der Universidad Nacional de Colombia und bis 1996 an der Universidad de los Andes. 1996 kehrte er an die Universidad de Antioquia zurück, wo er ab 1998 Dekan der Philosophischen Fakultät war. Ab 2001 unterrichtete er an der Universidad EAFIT. Wegen seiner gründlichen Kenntnisse der Folklore der Andenregion wirkt er häufig als Juror an Musikfestivals in Kolumbien mit. Beim 23. Festival Hatoviejo Cotrafa wurde er als Músico excelencia ausgezeichnet.
Als Chordirigent leitete er die Universitätschöre von Antioquia und del Valle und den Chor Amor Musicae. Außerdem war er Dirigent der Sinfonieorchester von Antioquia und del Valle und der Universidad National und des Orquesta Filarmónica de Cali. Als Gastdirigent trat er u. a. mit dem Orquesta Filarmónica de Bogotá und dem Orquesta Filarmónica de Medellín auf. Als Regisseur brachte er Opern wie Don Giovanni, La Bohème, Il barbiere di Siviglia, Lucia di Lammermoor und Carmen zur Aufführung.
Das kompositorische Werk Yepes' umfasst Chorwerke nach Texten kolumbianischer Dichter, Kammermusik und Orchesterwerke sowie die Oper Documentos del Infierno.